# Flughafen Lü Dao

i7
i11
i13
| Jahr | Flugbe- wegungen | Passagiere | Fracht (in t) |
| ---- | ---------------- | ---------- | ------------- |
| 1991 | 6.948            | 47.165     | 93,2          |
| 1996 | 11.915           | 131.033    | 156,8         |
| 2001 | 5.254            | 86.219     | 110,0         |
| 2005 | 2.014            | 27.237     | 56,4          |
| 2006 | 2.046            | 27.229     | 49,2          |
| 2007 | 2.046            | 28.775     | 52,7          |
| 2008 | 2.019            | 29.083     | 52,0          |
| 2009 | 2.099            | 32.173     | 51,9          |
| 2010 | 2.106            | 32.630     | 50,9          |
| 2011 | 2.148            | 33.266     | 50,6          |
| 2012 | 2.104            | 33.834     | 54,8          |
| 2013 | 2.120            | 34.839     | 40,0          |
| 2014 | 2.130            | 35.009     | 38,2          |
| 2015 | 2.237            | 29.522     | 34,7          |
| 2016 | 2.895            | 21.890     | 31,6          |

Der Flughafen Lü Dao (chinesisch 綠島機場, Pinyin Lǜdǎo Jīchǎng, IATA-Code: GNI, ICAO-Code: RCGI) ist ein kleiner Inselflughafen auf der zum Landkreis Taitung gehörenden Insel Lü Dao (der „Grünen Insel“) in der Republik China (Taiwan).

## Geschichte
Der Flughafen wurde im Jahr 1972 eingerichtet und unterstand zunächst dem Garnisonskommando der Provinz Taiwan (臺灣警備總司令部), einer Organisation der Sicherheitspolizei der Republik China. Bis zum Jahr 1977 erfolgte der Ausbau des Flughafens mit Mitteln der Zentralen Flughafenbehörde (CAA) Taiwans und der Provinzregierung von Taiwan. Ab 1984 unterstand der Flughafen dem Landkreis Taitung. Ab Juli 1990 gelangte er wieder unter die Regie der Zentralen Flughafenbehörde und wurde bis 1995 erheblich ausgebaut.
Seitdem verfügt der Flughafen über eine Start- und Landebahn mit den Abmessungen 917 Meter × 23 Meter. Das Vorfeld umfasst 8130 m² und das Terminalgebäude 985 m². Starts und Landungen sind nur bei Tageslicht möglich, da der Flughafen über keine Nachtbefeuerung verfügt. Administrativ befindet sich der Flughafen unter der Verwaltung der Flughafenbehörde Taitung, die für die drei Flughäfen Taitung, Lü Dao und Lan Yu zuständig ist.

## Flugverbindungen
Die einzige Verbindung, die vom Flughafen aus bedient wird, ist die Verbindung zum nahegelegenen Flughafen Taitung, der durch Daily Air mehrfach am Tag angeflogen wird. Der Flug dauert lediglich 15 Minuten. Allerdings müssen die Flüge insbesondere während der Monsunperiode wegen ungünstiger Wetterbedingungen häufiger abgesagt werden.

## Zwischenfälle
Der schwerwiegendste Zwischenfall am oder in der Nähe des Flughafens Lü Dao ereignete sich am 19. Januar 1988, als eine Pilatus Britten-Norman BN-2A-26 Islander der Taiwan Airlines (seit 1998 Teil von Uni Air) beim Anflug auf den Flughafen gegen einen Hang geflogen wurde. Dabei kamen 10 von 11 Insassen ums Leben (siehe auch Flugunfall der Taiwan Airlines auf Lü Dao). Bei anderen Unfällen kam es nicht zu Personenschäden, teilweise aber bis zum Totalschaden am Flugzeug.